# Équipe d'Uruguay féminine de basket-ball
Cet article traite de l'équipe féminine. Pour l'équipe masculine, voir Équipe d'Uruguay masculine de basket-ball.
Maillots
L’équipe d'Uruguay de basket-ball féminin est la sélection des meilleures joueuses uruguayennes de basket-ball.

## Parcours en compétitions internationales

### Parcours en Championnat des Amériques
Voici le parcours de l’équipe en Championnat des Amériques :